# Zhou Qihao
Zhou Qihao (chinesisch 周啟豪 / 周启豪, Pinyin Zhōu Qǐháo; * 12. Januar 1997 in Baoding, Provinz Hebei) ist ein chinesischer Tischtennisspieler. Mit Lin Gaoyuan gewann er beim WTT Contender Novo Mesto sowie Laško eine Goldmedaille im Doppel. Außerdem ist er vierfacher Jugend-Asienmeister.

## Werdegang
Zhou Qihao wurde mit Platz 588 im August 2011 erstmals in der ITTF-Weltrangliste geführt. Im selben Jahr nahm er an der Jugend-Asienmeisterschaft teil, wo er sowohl mit der Mannschaft als auch im Einzel Gold gewann. 2012 schied er bei der gleichen Veranstaltung im Viertelfinale gegen Liang Jingkun aus, holte mit dem Team aber erneut Gold. Im Jahr 2013 trat er erstmals bei einer Jugend-Weltmeisterschaft und sicherte sich hier Gold im Doppel mit Kong Lingxuan sowie mit der Mannschaft. Zusammen mit Gu Yuting errang er Silber im Mixed, im Einzel verlor Zhou im Viertelfinale gegen Masataka Morizono. 2014 hatte er einige Auftritte auf der World Tour, wo er bei den Japan Open im Doppel das Halbfinale erreichte. Zudem wurde er zum dritten Mal Jugend-Asienmeister mit dem Team, im Einzel gewann er nach einer Halbfinalniederlage gegen Yu Ziyang eine Bronzemedaille. Wegen starker chinesischer Konkurrenz war er bis 2018 für vier Jahre international nicht mehr zu sehen, kam in diesem Jahr jedoch bei Hongkong Open und Swedish Open im Einzel ins Halbfinale. 2021 nahm Zhou Qihao erstmals an einer Erwachsenen-WM teil, musste sich allerdings in der zweiten Runde Timo Boll beugen. Zuvor besiegte er beim chinesischen Olympia-Testturnier Spieler wie Ma Long, Fan Zhendong und Liang Jingkun. Beim WTT Contender in Novo Mesto und in Laško holte er mit Lin Gaoyuan Gold im Doppel. Im Jahr 2022 trat er beim WTT Contender in Doha und Maskat an, kam hier hingegen nicht in die Nähe von Medaillenrängen. Dafür konnte er beim WTT Star Contender in Doha das Viertelfinale erreichen.

## Turnierergebnisse
| Verband | Veranstaltung                        | Jahr | Ort        | Land | Einzel        | Doppel     | Mixed  | Team |
| ------- | ------------------------------------ | ---- | ---------- | ---- | ------------- | ---------- | ------ | ---- |
| CHN     | WTT Star Contender                   | 2022 | Doha       | QAT  | Viertelfinale |            |        |      |
| CHN     | WTT Contender                        | 2022 | Maskat     | OMN  | letzte 16     |            |        |      |
| CHN     | WTT Contender                        | 2022 | Doha       | QAT  | letzte 64     |            |        |      |
| CHN     | WTT Contender                        | 2021 | Laško      | SLO  | letzte 64     | Gold       |        |      |
| CHN     | WTT Contender                        | 2021 | Novo Mesto | SLO  | Viertelfinale | Gold       |        |      |
| CHN     | WTT Feeder                           | 2022 | Doha       | QAT  | letzte 32     |            |        |      |
| CHN     | World Tour                           | 2020 | Magdeburg  | GER  | letzte 64     |            |        |      |
| CHN     | World Tour                           | 2020 | Doha       | QAT  | letzte 64     |            |        |      |
| CHN     | World Tour                           | 2019 | Budapest   | HUN  | letzte 32     |            |        |      |
| CHN     | World Tour                           | 2019 | Stockholm  | SWE  | letzte 16     |            |        |      |
| CHN     | World Tour                           | 2019 | Linz       | AUT  | letzte 32     |            |        |      |
| CHN     | World Tour                           | 2019 | Bremen     | GER  | letzte 32     |            |        |      |
| CHN     | World Tour                           | 2019 | Shenzhen   | CHN  | letzte 32     |            |        |      |
| CHN     | World Tour                           | 2019 | Doha       | QAT  | letzte 32     |            |        |      |
| CHN     | World Tour                           | 2018 | Hongkong   | HKG  | Halbfinale    | letzte 16  |        |      |
| CHN     | World Tour                           | 2018 | Daejeon    | KOR  | Qual.         |            |        |      |
| CHN     | World Tour                           | 2018 | Linz       | AUT  | letzte 32     |            |        |      |
| CHN     | World Tour                           | 2018 | Stockholm  | SWE  | Halbfinale    |            |        |      |
| CHN     | World Tour                           | 2018 | Shenzhen   | CHN  | letzte 128    |            |        |      |
| CHN     | World Tour                           | 2014 | Magdeburg  | GER  | letzte 16     | letzte 16  |        |      |
| CHN     | World Tour                           | 2014 | Incheon    | KOR  | letzte 16     | letzte 32  |        |      |
| CHN     | World Tour                           | 2014 | Yokohama   | JPN  | letzte 32     | Halbfinale |        |      |
| CHN     | Weltmeisterschaft                    | 2021 | Houston    | USA  | letzte 64     |            |        |      |
| CHN     | Jugend-Asienmeisterschaft (Junioren) | 2014 | Mumbai     | IND  | Halbfinale    |            |        | Gold |
| CHN     | Jugend-Asienmeisterschaft (Junioren) | 2012 | Jiangyin   | CHN  | Viertelfinale |            |        | Gold |
| CHN     | Jugend-Asienmeisterschaft (Kadetten) | 2011 | Neu-Delhu  | IND  | Gold          |            |        | Gold |
| CHN     | Jugend-Weltmeisterschaft             | 2013 | Rabat      | MAR  | Viertelfinale | Gold       | Silber | Gold |

## Trivia
In der Chinese Super League 2021 gelang Zhou Qihao ein 19-Punkte-Durchmarsch bei einem Stand von 3:8 im dritten Satz.